# Bundesautobahn 395
La Bundesautobahn 395, abbreviata anche in A 395, era una autostrada tedesca, lunga 35 km, che collegava l'autostrada A 39 e la città di Braunschweig alla città di Osterwieck. Una volta l'autostrada terminava più a sud, precisamente a Bad Harzburg, ma l'ultimo tratto è stato declassato a strada statale nel 2001.
Il suo percorso era interamente in Bassa Sassonia.
Il 1º gennaio 2019 l'autostrada A 395 venne riclassificata in A 36 (da Braunschweig al triangolo autostradale di Vienenburg), e in A 369 da qui al termine.

## Percorso

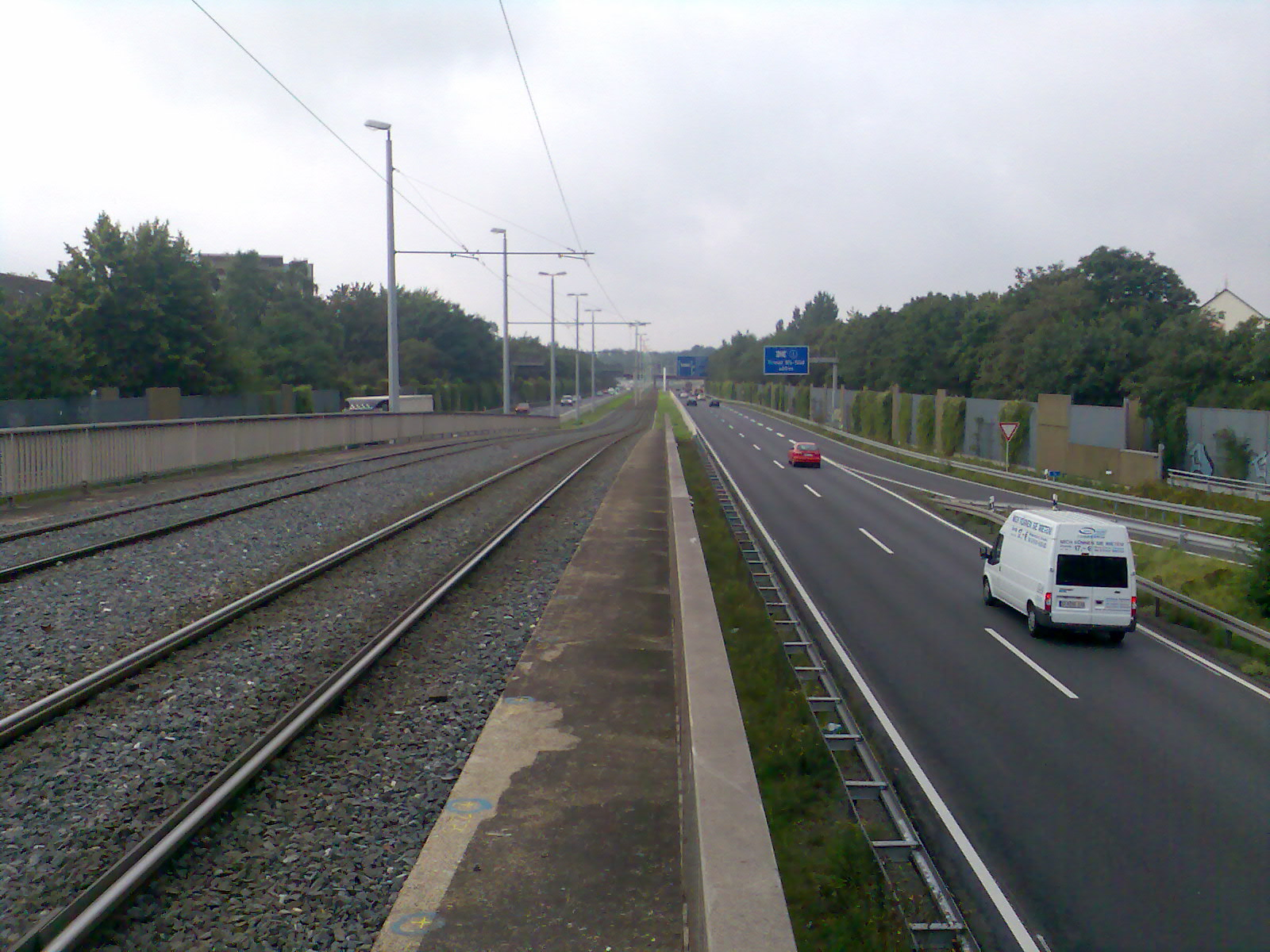
Tratto della A 395 con carreggiate divise dalla ferrovia

| A 395 |           |                               |      |                      |                |
| Tipo  | n° uscita | Indicazione                   | km   | Corrispondenze       | Strada europea |
|       | 1         | Quadrivio di Braunschweig Sud | 0,0  |                      |                |
|       |           | Area di Servizio              | 0,2  | Solo dir. Osterwieck |                |
|       | 1a        | Braunschweig Melverode        | 0,4  |                      |                |
|       | 2         | Braunschweig Heidberg         | 1,0  |                      |                |
|       | 3         | Braunschweig Stockheim        | 2,4  |                      |                |
|       | 4         | Wolfenbuttel Nord             | 4,3  |                      |                |
|       | 5         | Wolfenbuttel Nordwest         | 7,1  |                      |                |
|       | 6         | Wolfenbuttel West             | 10,2 |                      |                |
|       | 7         | Wolfenbuttel Sud              | 12,0 |                      |                |
|       | 8         | Flothe                        | 18,9 |                      |                |
|       | 9         | Schladen Nord                 | 24,7 |                      |                |
|       | 10        | Schladen Sud                  | 27,3 |                      |                |
|       | 11        | Lengde                        | 29,7 |                      |                |
|       | 12        | Vienenburg                    | 33,2 |                      |                |
|       | 13        | Osterwieck - Vienenburg Ost   | 34,4 |                      |                |
|       |           | Fine autostrada               | 35,5 |                      |                |